# Klin-Yar
Klin-Yar o Klin-Jar es un sitio prehistórico y de principios de la Edad Media en el Cáucaso Norte, en las afueras de Kislovodsk en el krai de Stávropol. Se descubrió por primera vez en la década de 1980. Las excavaciones arqueológicas descubrieron vestigios de asentamientos y extensas zonas de cementerios a partir del siglo VIII a. C., pertenecientes a la cultura Koban. El sitio fue utilizado hasta el siglo VII. Su uso prolongado durante todo este período, su tamaño y sus ricos hallazgos, así como la calidad de los datos de las excavaciones recientes hacen de Klin-Yar uno de los sitios arqueológicos más importantes de la región.

## Localización y descubrimiento

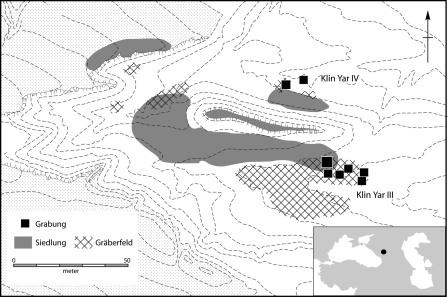
Localización y plano de Klin-Yar (dibujado por M. Mathews; NB error de escala: correcto 500 m, no 50 m). Leyenda: Grabung - zanja; Siedlung - asentamiento; Gräberfeld - cementerio.

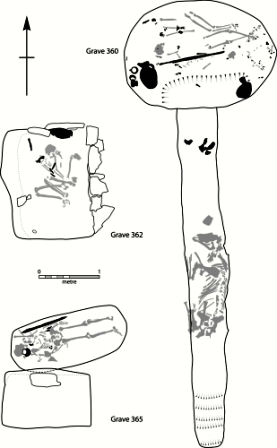
Tipos de tumbas en Klin-Yar: Koban (arriba a la izquierda), Sarmatian (abajo a la izquierda) y Alanic (derecha) (dibujado por M. Mathews).

Klin-Yar (el nombre idioma ruso significa «Valle Torcido») se encuentra a unos 3 kilómetros al oeste de la ciudad balneario de Kislovodsk, en un pequeño valle curvilíneo que está separado del valle del río Podkumok por una larga y estrecha formación de piedra arenisca localmente llamada Parovoz («La Locomotora»). Se han encontrado asentamientos y cementerios en las laderas alrededor de la base de la roca, con algunos vestigios de asentamientos en su parte superior plana.
El yacimiento fue descubierto en los años 60 por el arqueólogo local A.P. Runich. La construcción de una granja de ganado a principios de la década de los ochenta condujo a excavaciones de rescate, seguidas de excavaciones de investigación de V.S. Flyorov (Moscú, Rusia) a partir de 1984, y de un equipo anglo-ruso dirigido por A.B. Belinskij (Stavropol, Rusia) y H. Härke (Reading, Reino Unido) en 1993-1996. El número total de tumbas excavadas es de unas 400; la extensión total de los cementerios es incierta, pero probablemente se encuentra entre 1.000 y 3.000 tumbas.

## Fase primera

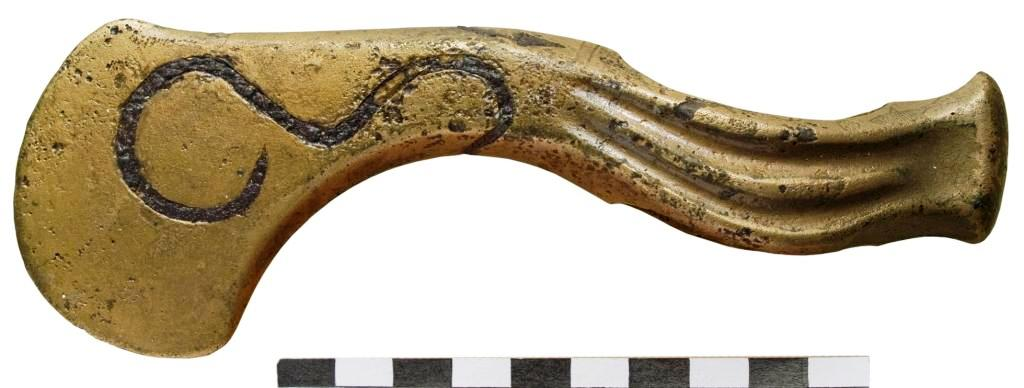
Hacha de bronce con incrustaciones de hierro de Klin-Yar (foto I. Kozhevnikov; escala: cm).

La fase primera del sitio pertenece a la cultura Koban de la Edad de Bronce Tardía/Edad de Hierro Temprana. Un asentamiento de este período se encontró a lo largo de la ladera sur de la roca, donde se excavaron tres construcciones en 1995; los hallazgos de cerámica indican que la cima de la roca también fue asentada. Las extensas zonas de cementerios se solapan con el asentamiento en el extremo oriental de la ladera orientada al sur. El rito de entierro de la cultura Koban era la inhumación en tumbas individuales, con el cuerpo depositado flexionado sobre su costado —generalmente los hombres sobre su lado derecho y las mujeres sobre su lado izquierdo—). Se normalizó el suministro de bienes funerarios: herramientas y armas para los hombres, adornos para el cabello y brazaletes para las mujeres. Los hallazgos especiales incluyeron dos cascos asirios y un hacha de bronce decorada con incrustaciones de hierro, indicando contactos a larga distancia y diferenciación social.

## Fases segunda y tercera

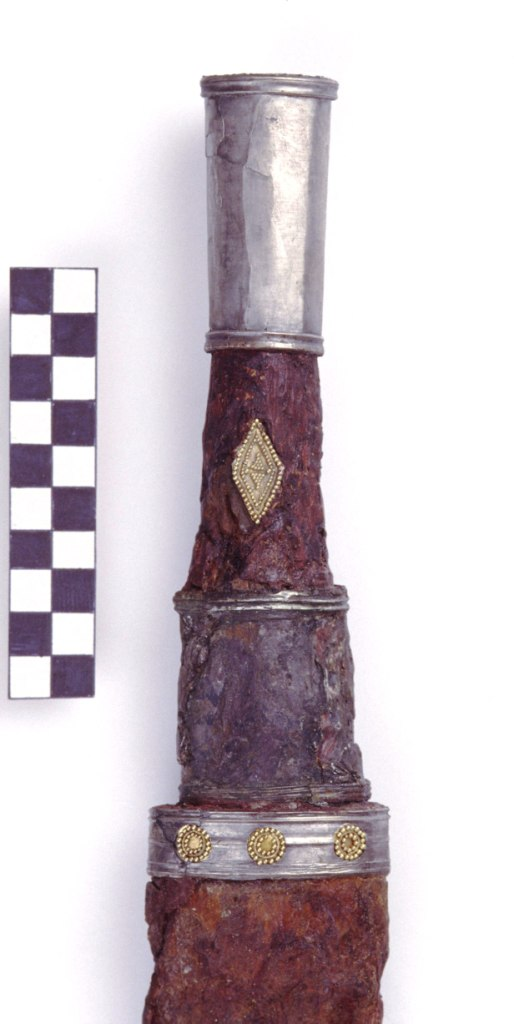
Espada medieval temprana de la tumba de Alánica 360 en Klin-Yar (foto I. Kozhevnikov; escala: cm)

La segunda y tercera fase se caracterizan, respectivamente, por los sármatas y los alanos , ambos nómadas de habla iraní de las estepas del Caspio. La antropología física ha demostrado que ambos grupos eran inmigrantes aquí: la inmigración sármata puede haber sido únicamente masculina, lo que ha hizo que se mezclara con la población nativa (Koban), mientras que la inmigración alánica claramente incluía a hombres y mujeres —según el Laboratorio de Antropología del Instituto de Arqueología de la Academia Rusa de Ciencias de Moscú—.

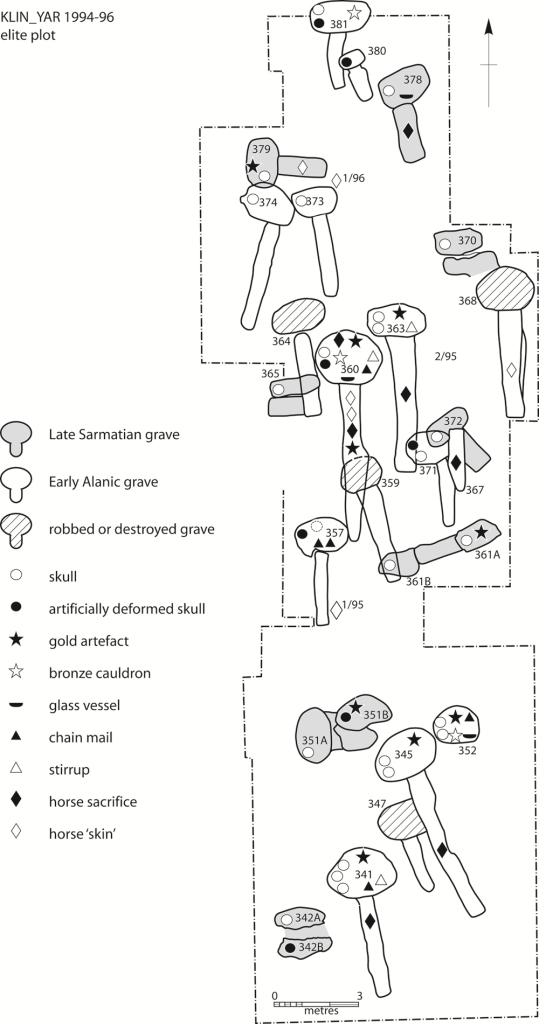
La trama de élite sármata-atlántica tardía en el cementerio de Klin-Yar (dibujada por M. Mathews).

No hay hallazgos de asentamientos sármatas en Klin-Yar. Las tumbas sármatas de los primeros cuatro siglos d. C. se encuentran entre las tumbas de Koban en la ladera sur. El rito del entierro era la inhumación en pequeñas cámaras subterráneas (catacumbas), en su mayoría enterramientos individuales con bienes funerarios; el cuerpo se depositaba extendido sobre la espalda. La construcción de tumbas y los rituales de entierro son muy variados. Entre los hallazgos especiales se encuentran un vaso de vidrio de la época romana tardía y cuentas de cerco egipcias. Una proporción considerable de las tumbas sármatas y alanicas fueron perturbadas en la antigüedad; Flyorov ha interpretado esto como una perturbación deliberada poco después del entierro, con la intención de «hacer inofensivos a los muertos».

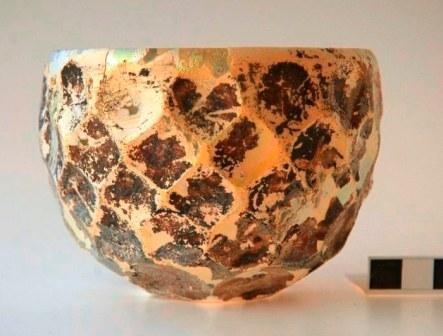
Vasija de vidrio iraní de la tumba de Alánica 360 en Klin-Yar (foto I. Kozhevnikov; escala: cm).

En las laderas sur y norte, así como en la cima de la roca, se ha encontrado cerámica de asentamiento de la época alánica. Las tumbas alánicas de los siglos V-VII/principios del VIII d. C. se encuentran en la ladera sur (cementerio III), y otras tumbas de los siglos VII/principios del VIII d. C. en la ladera norte (cementerio IV). El tipo de tumba estándar es una gran catacumba con un pasillo de entrada (dromos), generalmente con varios entierros en la cámara. El ritual de entierro es básicamente el mismo que en la época sármata, pero con una gama más amplia de bienes funerarios y con rituales más elaborados —sacrificio de caballos, objetos de cerámica y rastros de fuego en los dromoi—). Los hallazgos de especial interés incluyen una espada de tipo centroasiático con accesorios en forma de vaina en forma de P (Tumba 360), un cuenco de vidrio iraní (Tumba 360) y monedas de oro de los emperadores bizantinos  Mauricio y Heraclio. (Tumbas 341 y 363).
Las tumbas alánicas más ricas de finales del siglo IV y finales del VII d. C. se concentran en una «parcela de élite» en el cementerio III, en la ladera sur. Esto es visto por los excavadores como un reflejo del ascenso al poder de una o dos familias, quizás incluso de los comienzos de una nobleza alaniana. El hombre y la mujer enterrados en la Tumba 360 (mediados del siglo VII d. C.) deben haber pertenecido a la cima de la jerarquía social alánica en el Cáucaso Norte. Una proporción significativa de los individuos enterrados en el «complot de élite» tenía una deformación artificial del cráneo que a menudo se interpreta como un signo de alto estatus social.

## Importancia
El sitio tiene un significado más amplio porque su evidencia muestra la coincidencia de los cambios culturales, rituales, económicos y poblacionales a lo largo de un largo período de uso. Los hallazgos muestran contactos a larga distancia entre las comunidades de Klin-Yar: en el periodo Koban hasta el Mar Negro y a través de las montañas del Cáucaso hasta Mesopotamia; en el periodo sármata hasta el Imperio Romano de Oriente; y en el periodo alánico hasta Asia Central, Irán y el imperio bizantino. Se cree que una rama de la Ruta de la Seda recorrió el valle de Podkumok en el periodo alánico, lo que explica parte de la riqueza y los contactos de este sitio. Klin-Yar es el primer sitio en el Cáucaso Norte donde se demostró el llamado «efecto depósito» en la datación por radiocarbono en fechas derivadas de huesos humanos; las fechas muestran compensaciones irregulares causadas por el carbono antiguo en el agua de esta región volcánica.